# Rhynchostegium ovalfolium
Rhynchostegium ovalfolium är en bladmossart som beskrevs av S. Okamura 1926. Rhynchostegium ovalfolium ingår i släktet näbbmossor, och familjen Brachytheciaceae. Inga underarter finns listade i Catalogue of Life.